# Paute (canton)
Pour les articles homonymes, voir Paute.
Paute est un canton d'Équateur situé dans la province d'Azuay.